# Silnice II/204
Silnice II/204 je silnice II. třídy, která tvoří spojnici silnic I. třídy I/20 a I/27 v severní části Plzeňského kraje. Začíná v obci Úněšov výjezdem z I/20 východním směrem. Prochází sedmi obcemi, v obci Kaznějov se napojuje na I/27. Čerpací stanice se nachází až v Kaznějově na silnici I/27. Celková délka je zhruba 20 km.

## Popis trasy
| Vzdál. v km | Místo              | Popis                                                                                          | Nadm. výška     |
| ----------- | ------------------ | ---------------------------------------------------------------------------------------------- | --------------- |
| 0           | Úněšov             | II/204 zde začíná výjezdem z I/20 SV směrem.                                                   | 528             |
|             |                    | silnice s mnoha zatáčkami a s vlnitým terénem                                                  | 530 – 540       |
| 3,3         | Hůrky              | průjezd obcí                                                                                   | 540             |
| 5,5         | Zahrádka           | u zastávky autobusů odbočka vpravo na III/2045 do obce Všeruby                                 | 542             |
| 8,1         | Hubenov            | na konci obce vpravo odbočka na III/2043 do obce Lhotka a Nekmíř                               | 540             |
| 8,7         | Horní Bělá – Vrtbo | křižovatka s místní komunikací                                                                 | 528             |
| 9,8         | Horní Bělá         | průjezd obcí                                                                                   | 512             |
| 11          | Dolní Bělá         | u kostela prudká zatáčka vpravo                                                                | 460             |
| 12          | Loza               | Křižovatka se silnicí II/205 – vlevo (na sever) do obce Dražeň, vpravo (na jih) do obce Tlučná | 440             |
| 12          | Loza               | II/204 vede dál SV směrem; přímo je odbočka na III//1806 do obce Bučí a Krašovice.             | 440             |
| 14          | Mrtník             | průjezd obcí                                                                                   | 457 – 483       |
|             |                    | objezd kolem kaolinového dolu                                                                  | 500 – 514 – 462 |
| 19          | Kaolinka rozcestí  | vjezd do a výjezd z kaolinového dolu                                                           | 462             |
| 20          | Kaznějov           | II/204 zde končí napojením na I/27.                                                            | 430             |